# Ngân hàng Việt Nam Thương tín (Việt Nam Cộng hòa)
Ngân hàng Việt Nam Thương tín (hay Việt Nam Thương Tín Ngân Hàng (VNTT), tiếng Anh: Credit Commercial Bank of Vietnam) của Việt Nam Cộng hòa là một công ty thương mại phụ thuộc ngân hàng trung ương, tức Ngân hàng Quốc gia Việt Nam.
Trụ sở ngân hàng đặt tại 79 đại lộ Hàm Nghi, Sài Gòn. Tính đến năm 1974 ngân hàng có 30 chi nhánh trên toàn quốc.

## Lịch sử
Năm 1954 khi người Pháp rút khỏi Việt Nam thì việc phát hành tiền tệ của Ngân hàng Đông Dương cũ chuyển cho Ngân hàng Quốc gia Việt Nam, tức ngân hàng trung ương của chính phủ Đệ Nhất Cộng hòa Việt Nam. Tuy nhiên những giao dịch thương vụ thì tách ra cho Ngân hàng Việt Nam Thương tín. Thành lập năm 1955, cơ quan này bắt đầu hoạt động kể từ Tháng Giêng năm 1956 trích 200 triệu đồng của ngân hàng trung ương làm vốn.
Mục đích chính của Việt Nam Thương tín là tạo một nguồn vốn độc lập khỏi tài chính Pháp và các ngân hàng Pháp có thái độ không thân thiện với doanh thương và chính phủ Việt Nam. Ngân hàng Việt Nam Thương tín sau phát triển thành ngân hàng ngoại thương lớn nhất của Việt Nam Cộng hòa.
Một logo quen thuộc của Ngân hàng Thương tín là trương mục tiết kiệm "Con gà ấp trứng vàng".
Danh hiệu Việt Nam Thương tín còn được biết đến qua con tàu Việt Nam Thương tín và chuyến hải hành di tản ngày 30 tháng 4 năm 1975 khi Sài Gòn thất thủ. Con tàu Việt Nam Thương tín sang được đến lãnh thổ Hoa Kỳ, Guam rồi lại dùng đưa hơn một nghìn người tự nguyện hồi hương về lại Việt Nam.

## Nhân vật liên quan
- Nguyễn Hữu Hanh: Tổng Giám đốc (1956-1960)
- Lê Tấn Lộc: Tổng Giám đốc cuối cùng (1975)
- Trần Tế: Phó Giám đốc, Chánh Sỡ Kế Tóan (1975)
- Lâm Võ Hoàng: Phụ tá TGĐ đặc trách Kế Hoạch
- Dương Hoàng Danh: Phụ tá TGĐ đặc trách Hệ thống Chi Nhánh
- Đặng Cơ: Phụ tá TGĐ đặc trách Xuất Nhập Cảng
- Phạm Viết Gy: Phụ tá TGĐ đặc trách Hành Chánh
- Lê Văn Thanh: Phụ tá TGĐ đặc trách Kế toán
- Hoàng Đình Nhung: Giám đốc Nha Hành Chánh
- Nguyễn Văn Mông: Phó GĐ Nha Hành Chánh
- Bùi Công Hiến: Giám đốc Nha Ngân Quỹ
- Nguyễn Bá Dĩnh: Chánh Sở Ngoại Tệ
- Lương Tuấn Duy:Nạn nhân bị các đối tượng trên lừa đảo chiếm đoạt tài sản.